# امهشيمة (لودر)

تعديل مصدري - تعديل

امهشيمة هي إحدى قرى عزلة زارة بمديرية لودر التابعة لمحافظة أبين، بلغ تعداد سكانها 39 نسمة حسب تعداد اليمن لعام 2004.